# Revin
Revin je naselje in občina v severnem francoskem departmaju Ardeni regije Šampanja-Ardeni. Leta 2004 je naselje imelo 8.089 prebivalcev.

## Geografija
Kraj se nahaja na severu pokrajine Šampanje ob okljukih reke Meuse 25 km severno do severozahodno od središča departmaja Charleville-Mézières v bližini meje z Belgijo. Sestavljajo ga četrti Centre ancien, Campagne, Bouverie, Sartnizon, Bois Bryas in Orzy.

## Uprava
Revin je sedež istoimenskega kantona, v katerega je poleg njegove vključena še občina Anchamps z 9.155 prebivalci.
Kanton je sestavni del okrožja Charleville-Mézières.